# Musée d’Histoire Naturelle et d’Ethnographie de Colmar

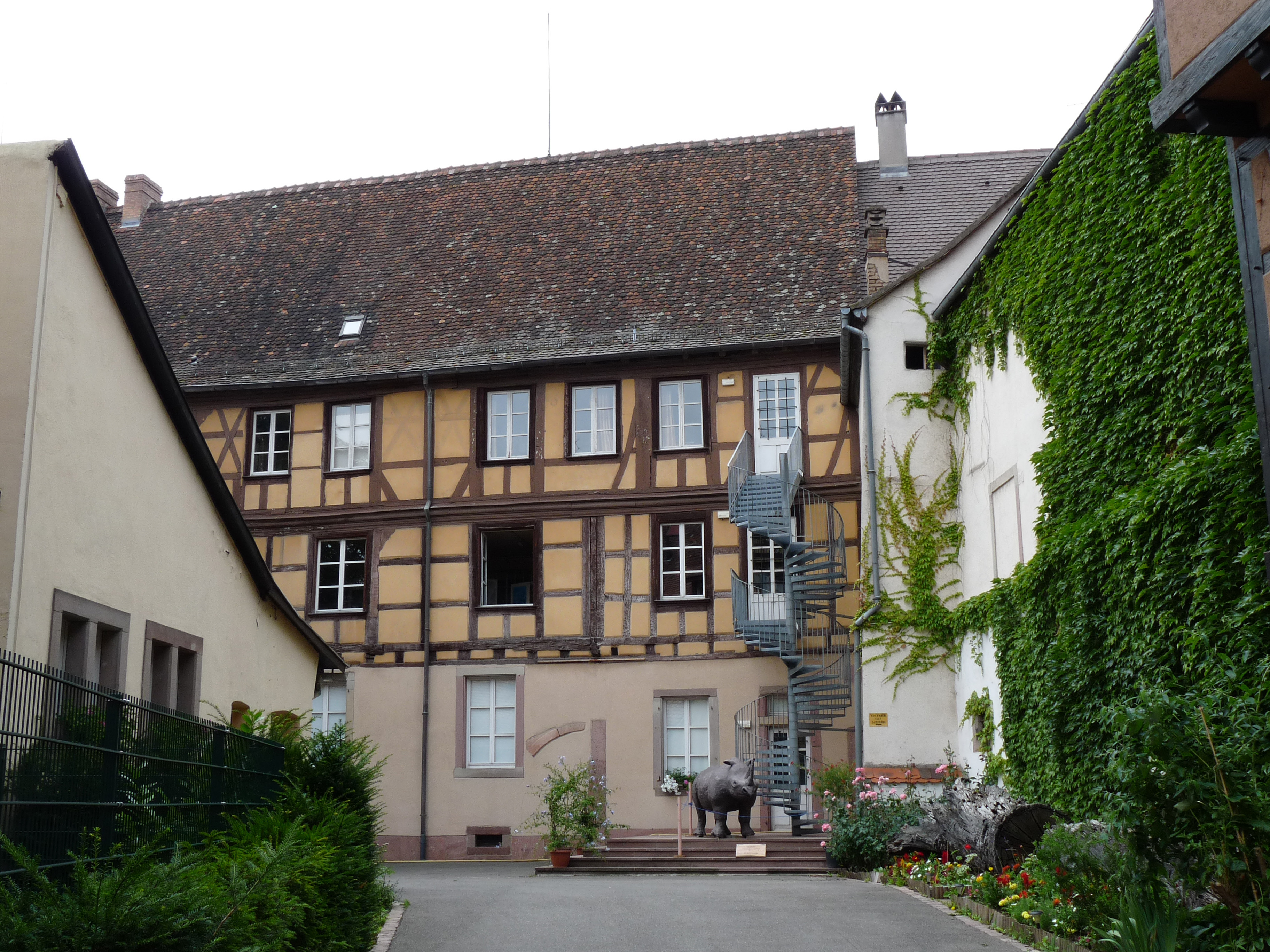
Das Museumsgebäude

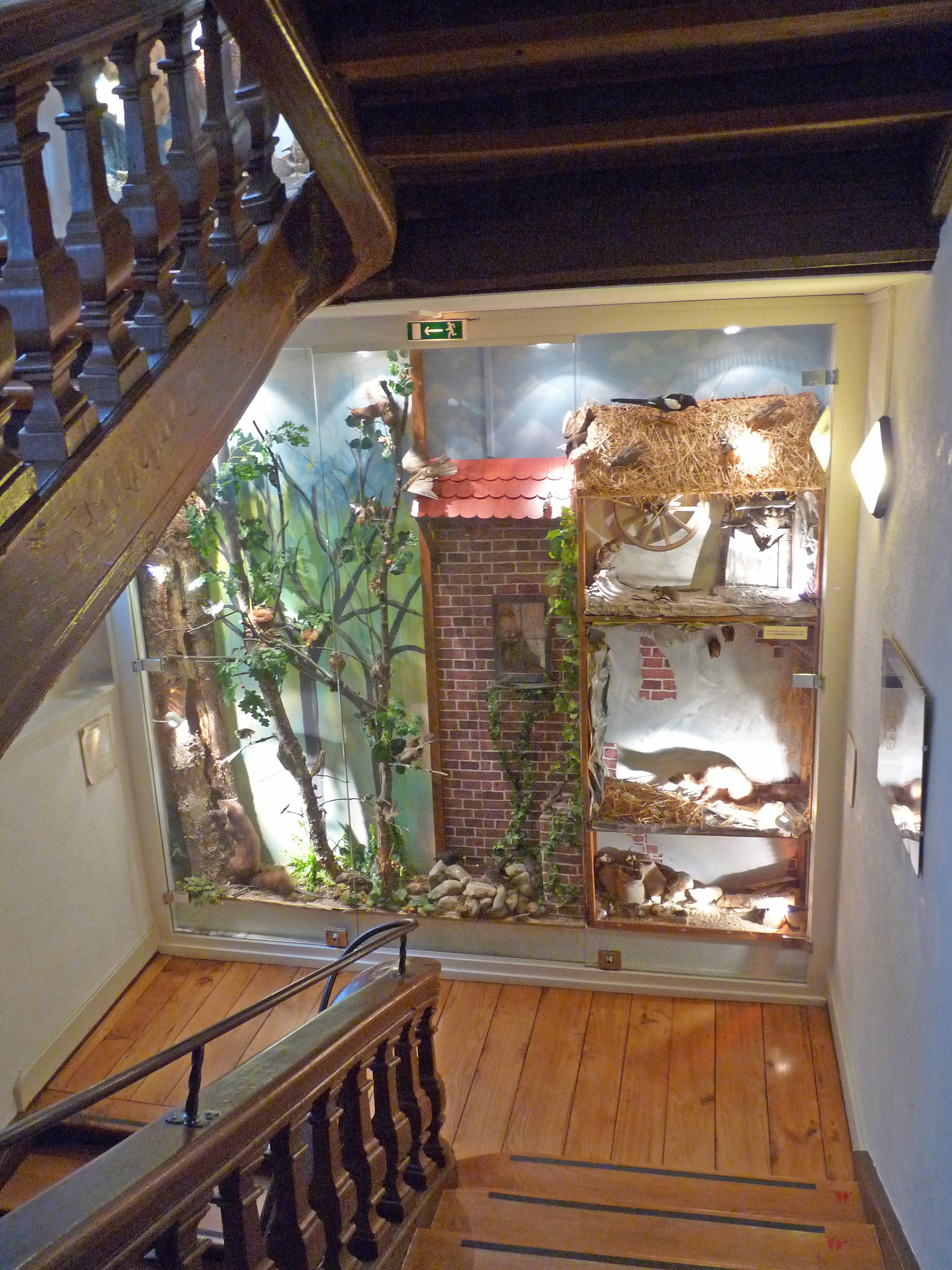
Vitrine mit zoologischen Objekten im Treppenhaus

Das Musée d’Histoire Naturelle et d’Ethnographie ist ein natur- und völkerkundliches Museum im französischen Colmar, Département Haut-Rhin. Es umfasst im Wesentlichen die Sammlungen der 1859 gegründeten Société d'histoire naturelle et d'ethnographie de Colmar.
Das im Jahr 1860 gegründete Museum ist seit 1985 im Gebäude der ehemaligen École Turenne untergebracht. In den drei Räumen im Erdgeschoss werden neben Schauaquarien Präparate von heimischen und exotischen Tierarten gezeigt. Das Obergeschoss widmet sich der Geologie des Elsass und umfasst eine kleine altägyptische und koptische Abteilung mit Sarkophagen des 9., 7. und 3. Jahrhunderts vor Christus, mumifizierten Tieren, Papyri, Amuletten und rituellen Gegenständen sowie eine ethnologische Sammlung mit Objekten aus Lateinamerika, China und von den Marquesas-Inseln. Zusätzlich zur Dauerausstellung finden Wechselausstellungen statt.